# Vrginmost
Vrginmost je naselje na Hrvaškem, ki je središče občine Gvozd v Siško-moslavški županiji, geografsko pa spada v zgodovinsko pokrajino Kordun.
Naselje je nosilo ime Gvozd v letih med 1996 in 2012. Po teritorialni reorganizaciji leta 2012 pa se spet imenuje Vrginmost.

## Demografija
| Pregled števila prebivalcev po letih | Pregled števila prebivalcev po letih | Pregled števila prebivalcev po letih | Pregled števila prebivalcev po letih | Pregled števila prebivalcev po letih | Pregled števila prebivalcev po letih | Pregled števila prebivalcev po letih | Pregled števila prebivalcev po letih | Pregled števila prebivalcev po letih | Pregled števila prebivalcev po letih | Pregled števila prebivalcev po letih | Pregled števila prebivalcev po letih | Pregled števila prebivalcev po letih | Pregled števila prebivalcev po letih | Pregled števila prebivalcev po letih |
| ------------------------------------ | ------------------------------------ | ------------------------------------ | ------------------------------------ | ------------------------------------ | ------------------------------------ | ------------------------------------ | ------------------------------------ | ------------------------------------ | ------------------------------------ | ------------------------------------ | ------------------------------------ | ------------------------------------ | ------------------------------------ | ------------------------------------ |
| 1857                                 | 1869                                 | 1880                                 | 1890                                 | 1900                                 | 1910                                 | 1921                                 | 1931                                 | 1948                                 | 1953                                 | 1961                                 | 1971                                 | 1981                                 | 1991                                 | 2001                                 |
| 341                                  | 380                                  | 368                                  | 447                                  | 460                                  | 707                                  | 451                                  | 765                                  | 733                                  | 465                                  | 840                                  | 1068                                 | 1403                                 | 1570                                 | 1303                                 |